# Idaea obsoletaria
Idaea obsoletaria là một loài bướm đêm trong họ Geometridae.